# Toén
Toén ist ein Ort und eine Gemeinde im Nordwesten Spaniens mit 2.333 Einwohnern (Stand: 2024). Sie liegt in der Provinz Ourense, innerhalb der Autonomen Region Galicien.

## Lage
Toén liegt etwa sechs Kilometer westsüdwestlich von Ourense in einer Höhe von ca. 355 m.

## Bevölkerungsentwicklung der Gemeinde
Quelle: INE-Archiv – grafische Aufarbeitung für Wikipedia
Die kontinuierliche Bevölkerungsrückgang in der zweiten Hälfte des 20. Jahrhunderts ist im Wesentlichen auf die Mechanisierung der Landwirtschaft und den damit einhergehenden Verlust an Arbeitsplätzen zurückzuführen.

## Gemeindegliederung
Die Gemeinde Toén ist in acht Parroquias gegliedert:
| Parroquias | Patrozinium           | Einwohner 2024 | Fläche km² | Dichte Einw./km² | Höhe msnm | Ortskennzahl |
| ---------- | --------------------- | -------------- | ---------- | ---------------- | --------- | ------------ |
| Alongos    | San Martiño           | 282            | 5,12       | 55               | 182       | 32081010000  |
| Feá        | Santa María           | 95             | 3,58       | 27               | 152       | 32081020000  |
| Moreiras   | San Pedro             | 823            | 6,99       | 118              | 398       | 32081030000  |
| Mugares    | Santa María           | 292            | 5,09       | 57               | 402       | 32081040000  |
| Puga       | San Mamede            | 219            | 11,46      | 19               | 213       | 32081050000  |
| Toén       | Santa María           | 420            | 8,43       | 50               | 357       | 32081060000  |
| Trelle     | Nosa Señora dos Anxos | 143            | 8,23       | 17               | 460       | 32081070000  |
| Xestosa    | Santa María           | 104            | 9,38       | 11               | 379       | 32081080000  |

## Wirtschaft
| Ackerbau, Viehzucht und Fischerei                                                  | 036 | 04,50  |
| Industrie                                                                          | 120 | 015,00 |
| Bauwirtschaft                                                                      | 068 | 08,50  |
| Dienstleistungsbetriebe                                                            | 576 | 072,00 |
| Total                                                                              | 800 | 100,00 |
| * Daten aus dem Statistischen Amt für Wirtschaftliche Entwicklung in Galicien, IGE |     |        |

## Sehenswürdigkeiten
- archäologische Fundstätten (Paläolithikum) von La Piteira und Los Loureiros
- Burgreste von Trelle und Louredo
- Martinskirche von Alongos
- Marienkirche von Feá
- Peterskirche in Moreiras
- Marienkirche von Mugares
- Kirche San Mames in Puga
- Marienkirche von Trelle
- Marienkirche von Xestosa
- Rathaus
- verlassenes Sanatorium von Toén

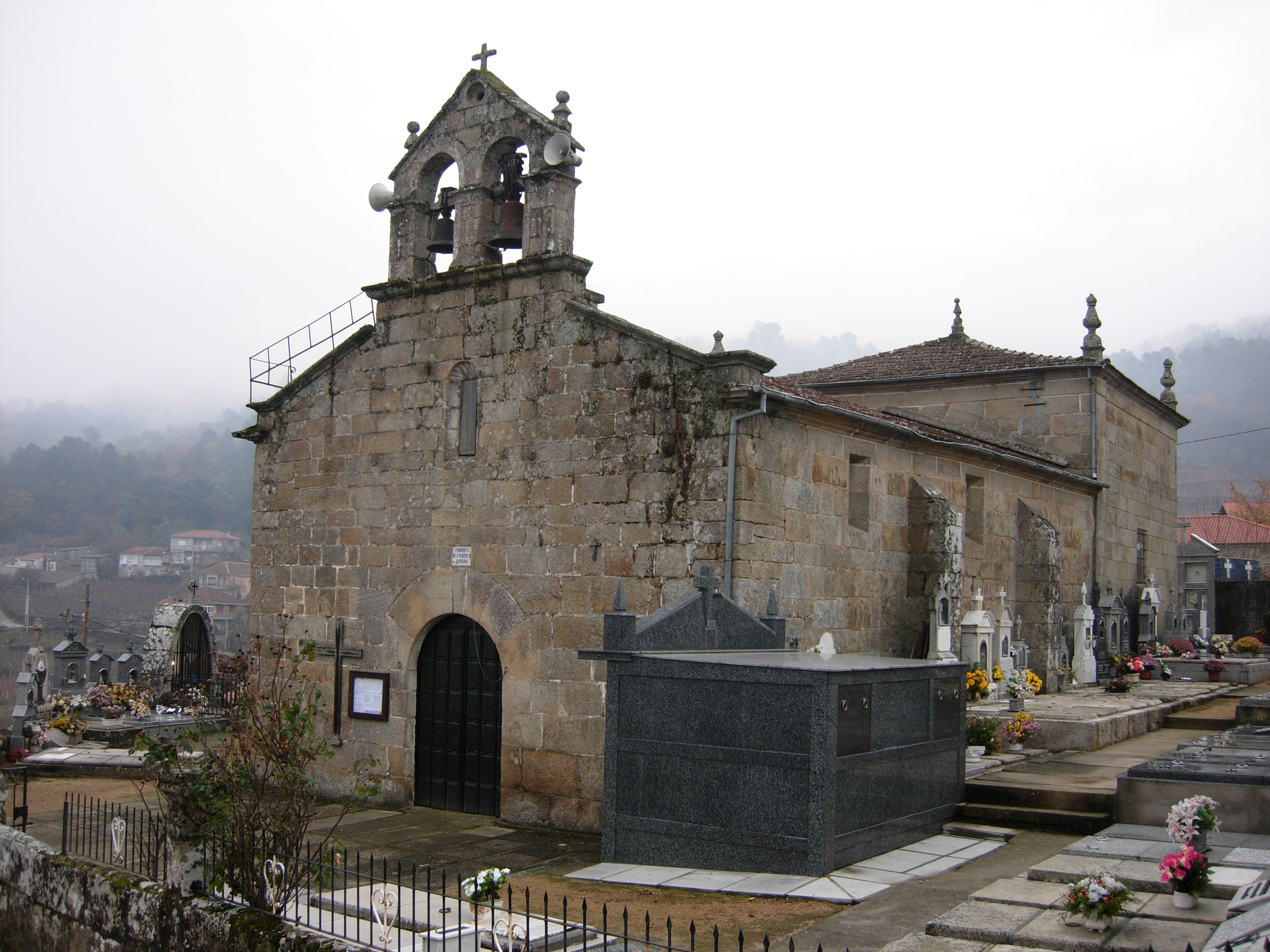
Martinskirche
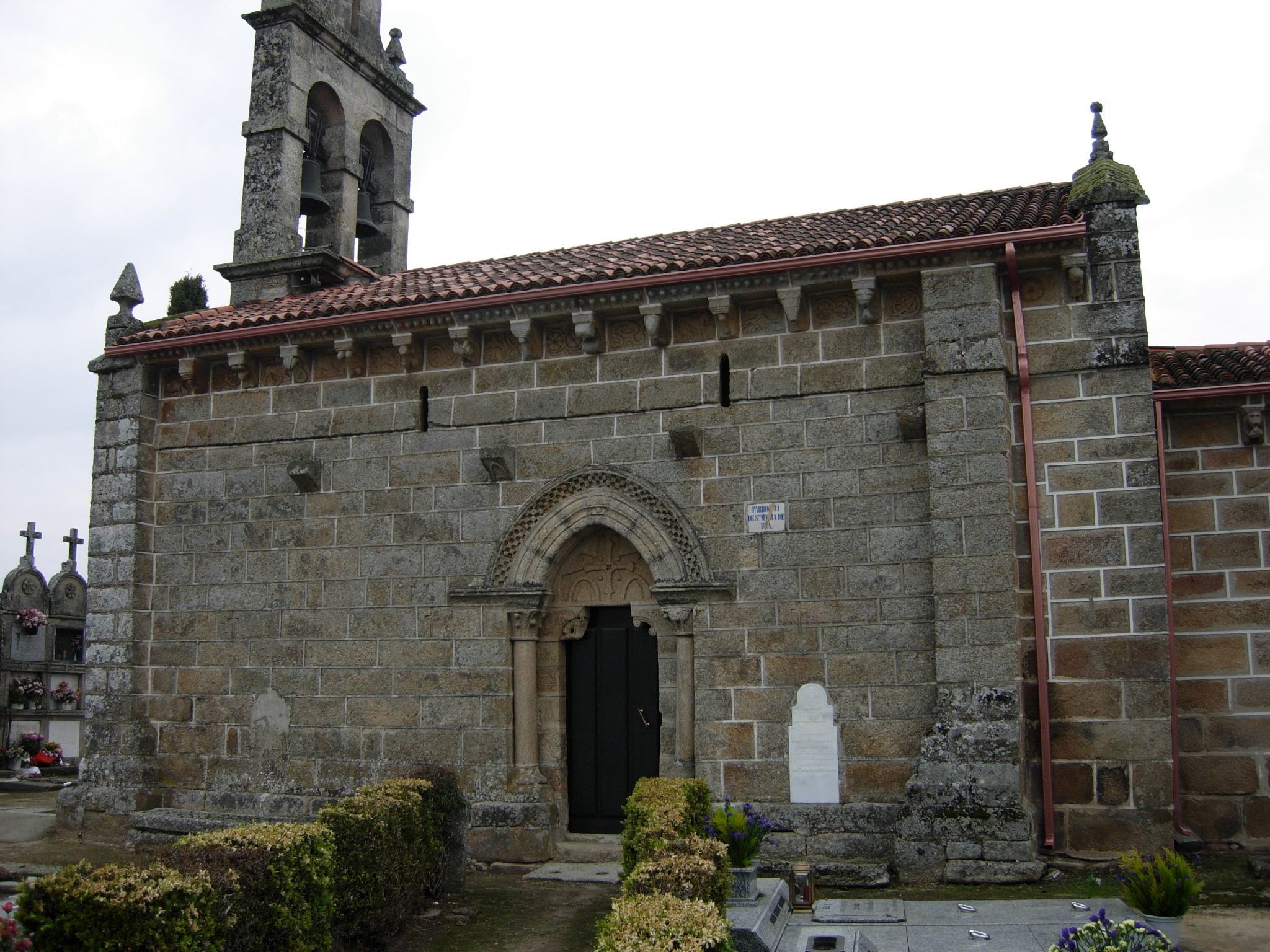
Marienkirche in Feá
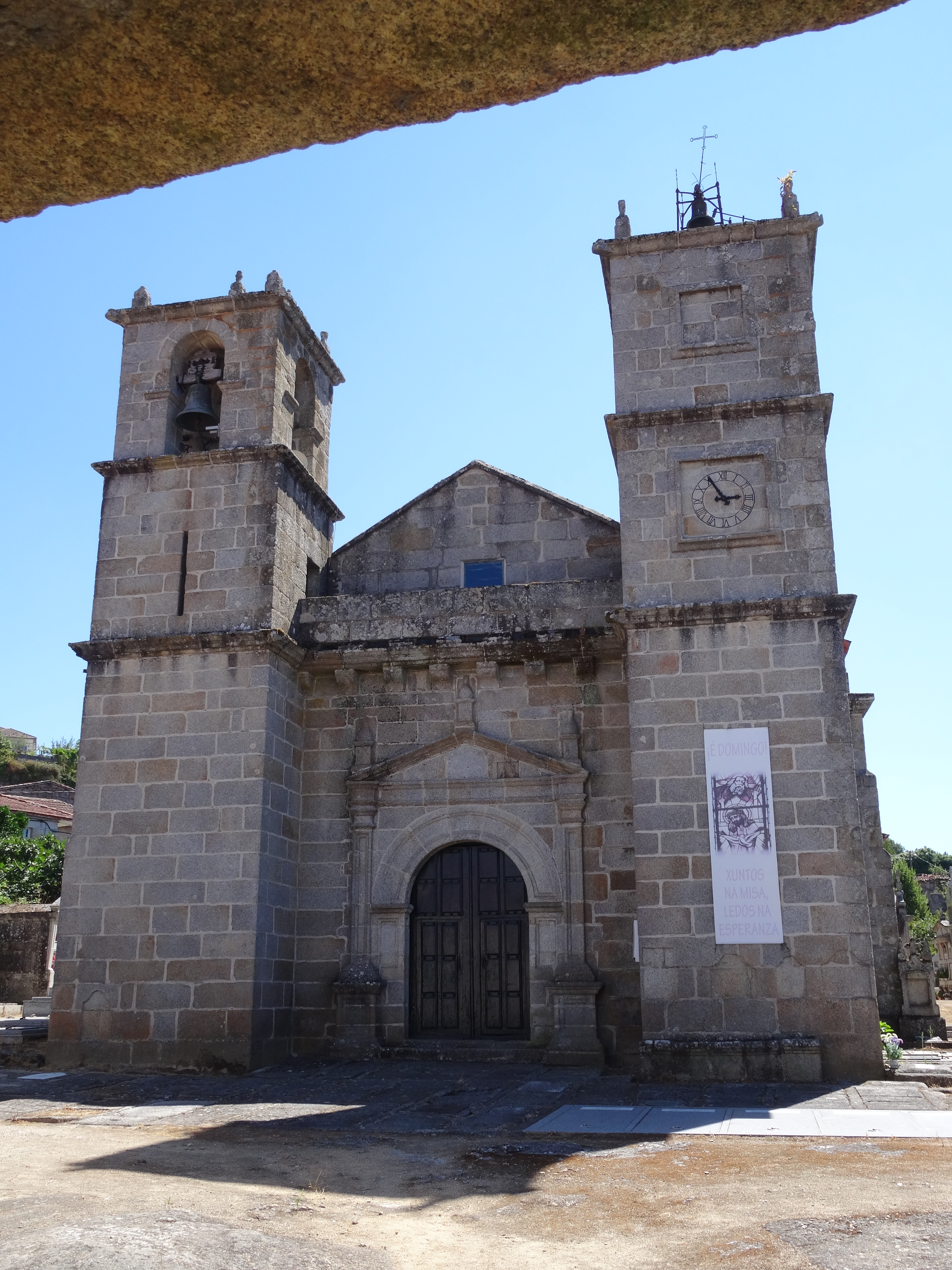
Marienkirche in Mugares
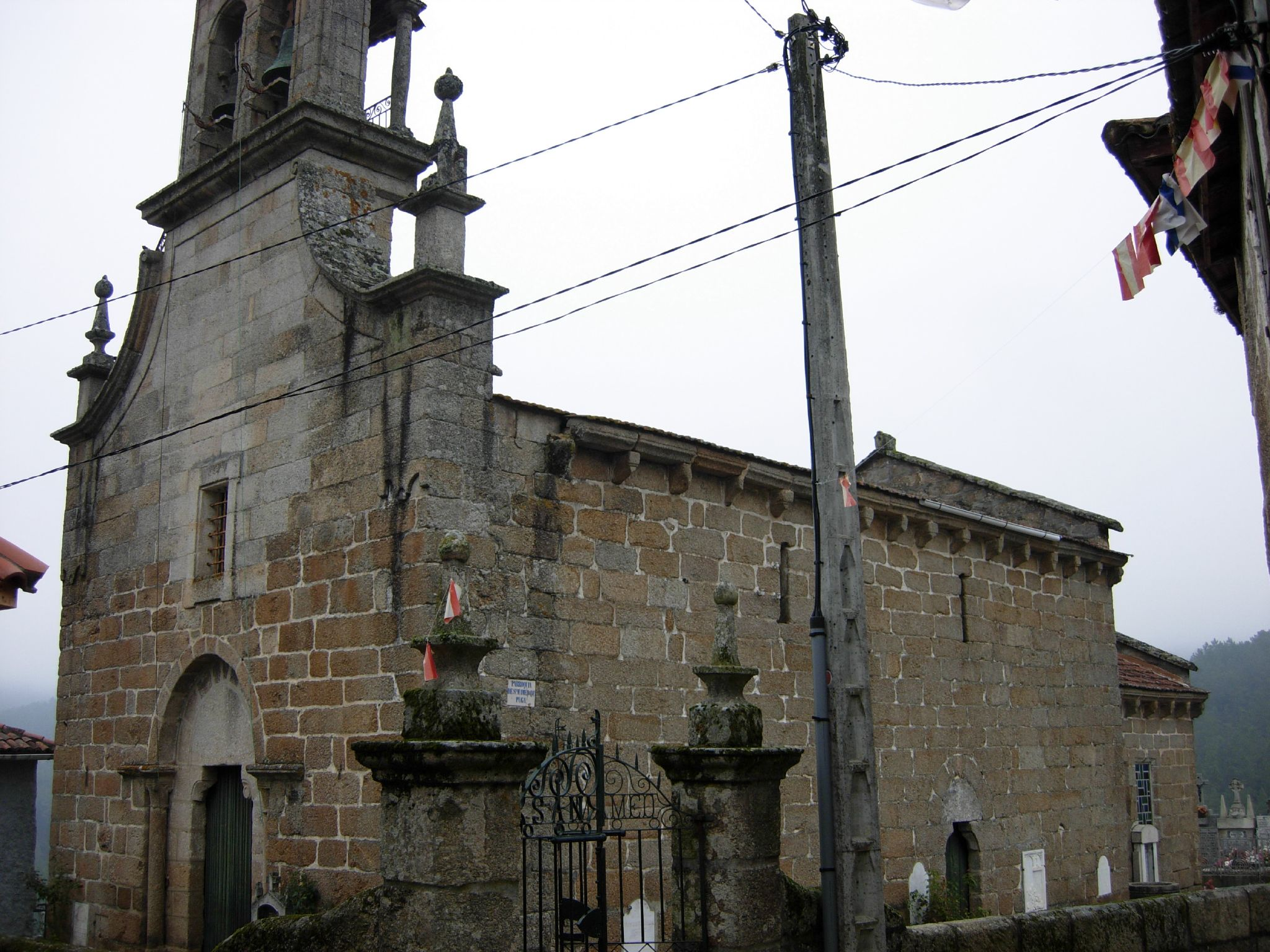
Kirche San Mames
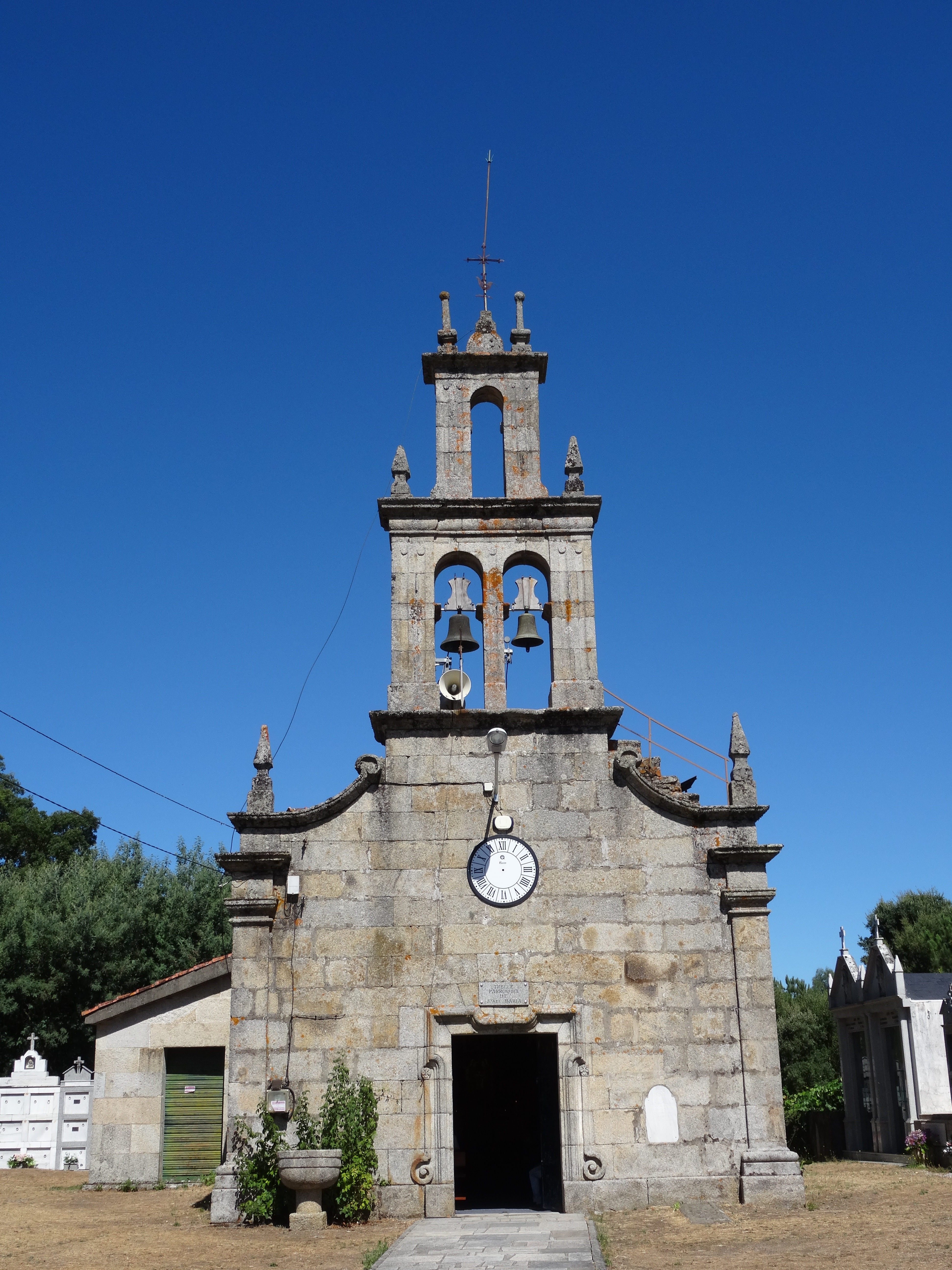
Marienkirche von Trelle
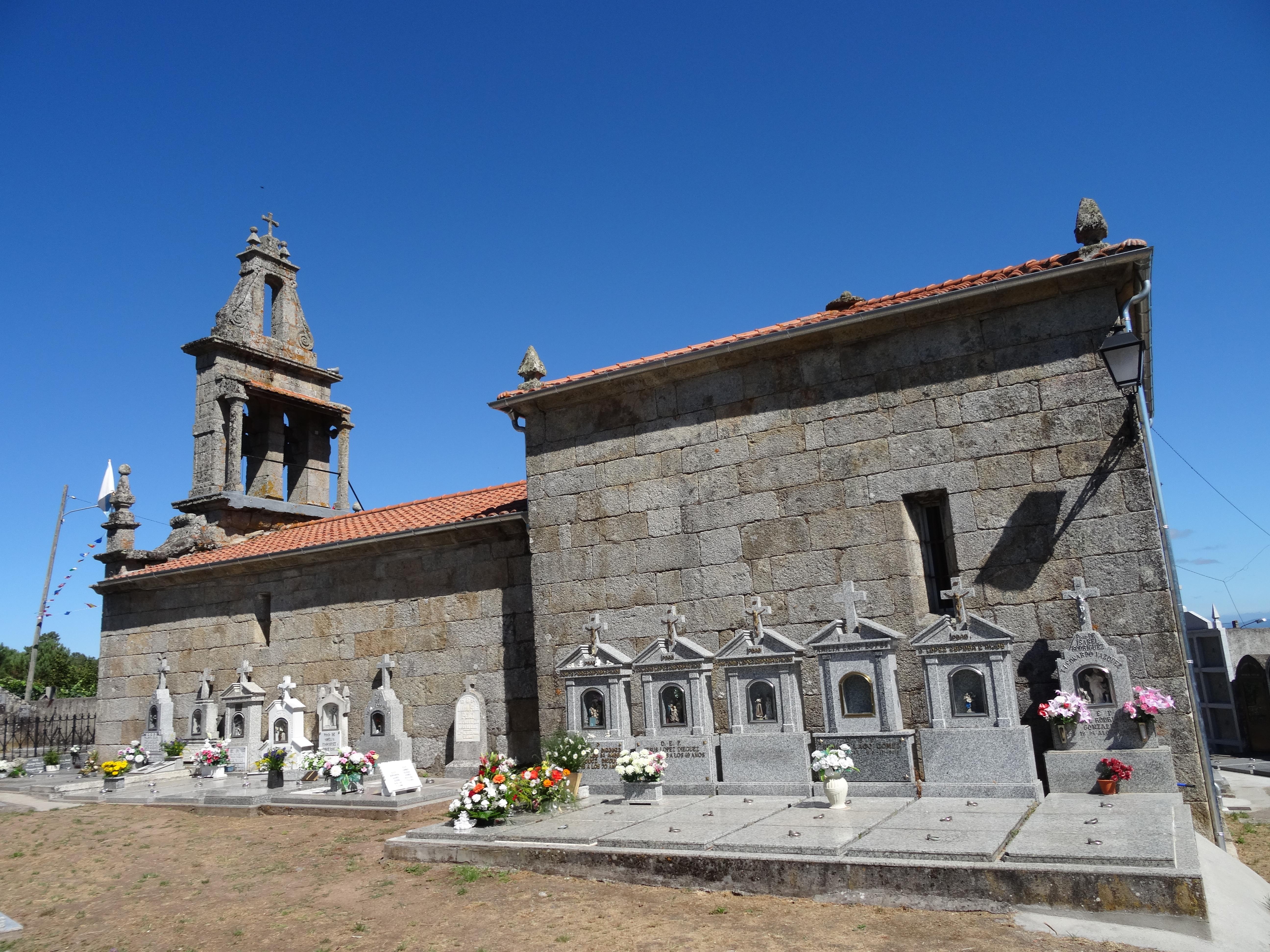
Marienkirche von
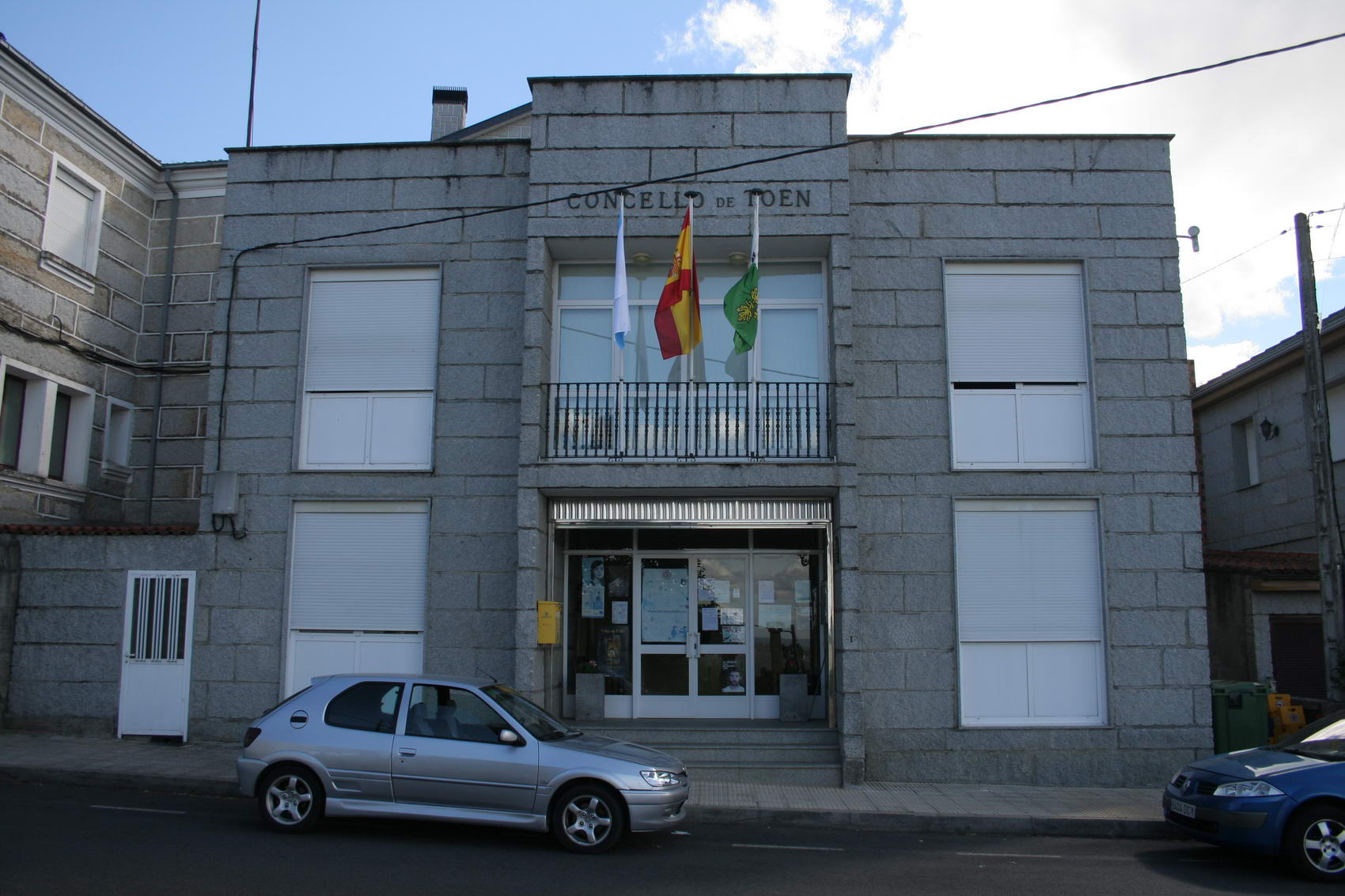
Rathaus
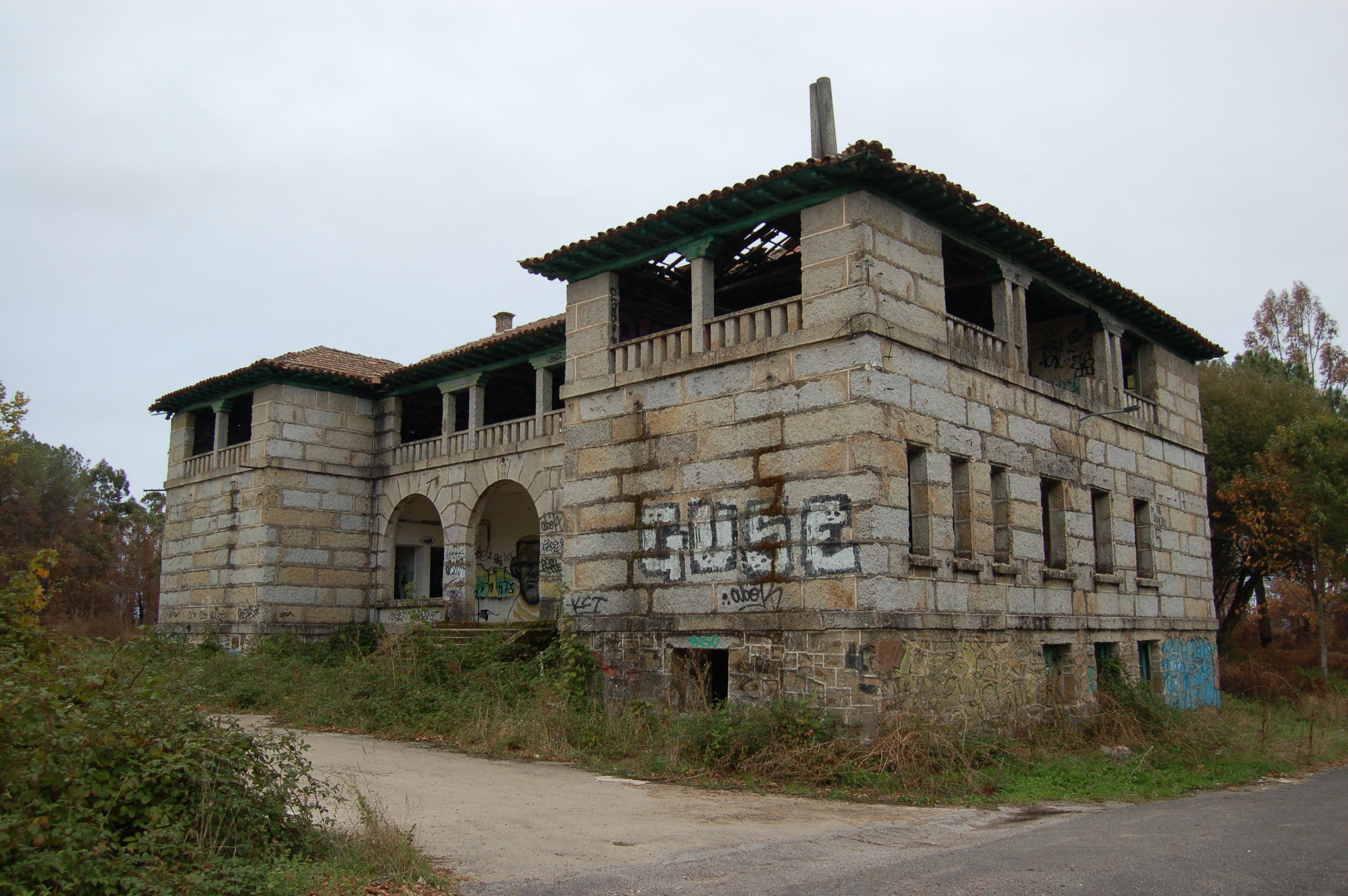
Sanatorium von Toén